# Ipostasi degli arconti
L'Ipostasi degli arconti è un trattato gnostico in lingua copta incluso nei codici di Nag Hammadi; si tratta di un'esegesi di Genesi 1-6 che espone la mitologia gnostica sulla creazione del cosmo e dell'umanità.

## Contenuto
L'opera ha la forma di un trattato in cui il maestro affronta dei temi suggeriti dal dedicatario dell'opera. Inizia con un frammento di cosmogonia, che porta ad una rivelazione della vera storia degli eventi della creazione raccontati nella Genesi, rivelazione che riflette la sfiducia gnostica verso il mondo materiale e per il demiurgo che l'ha creato. All'interno di questa narrativa c'è un dialogo riguardante una rivelazione angelica: un angelo, riprendendo e rielaborando le rivelazioni dell'autore formula la predizione dell'arrivo di un salvatore e della fine dei tempi.
Sebbene l'inizio e la fine del documento siano gnostico-cristiani, il resto è una narrazione mitologica dell'origine e della natura dei poteri arcontici che popolano i cieli tra la Terra e  Ogdoade e di come il destino umano sia influenzato da questi eventi primigeni. Datato al III secolo circa, è fatto risalire alla fase in cui lo gnosticismo si stava trasformando da pura mitologia ad una filosofia.
Anche se le etimologie e i giochi di parole sui nomi semitici sembrerebbero suggerire uno stretto legame tra l'autore e le tradizioni esegetiche ebraiche, oltre che con la mitologia greca, il mito è inteso come anti-semita.